# 潞酒
潞酒，又称上党潞酒，是中华人民共和国山西省长治市的一款地方清香型白酒、三晋老字号。

## 特点
上党当地有悠久的酿造史，唐朝设置有璐州，因此得名。传说中原大战时期，晋系军阀阎锡山犒劳将士，正值冬日，只有杏花村汾酒和上党潞酒不结冰，将士均称此为良酒。抗日战争后，潞酒濒临消亡。中华人民共和国成立后，恢复潞酒生产，并成立长治潞酒厂。1959年，恢复试制第一批潞酒。材料以当地高粱为主，用大麦豌豆制曲，采用糖化发酵。之后不断改良，市场评价也因此大振。1974年，潞酒被命名为山西省地方名酒。1979年，又被推荐为山西省优质酒。2019年5月，山西省商务厅公示了首批“三晋老字号”名单，其中包括山西胡氏荣茶健康茶产业有限公司的“胡氏荣茶”通过审核进行公示。

## 相关
- 百花潞酒，一款名字相似的四川名酒。